# Arcade (Venetien)

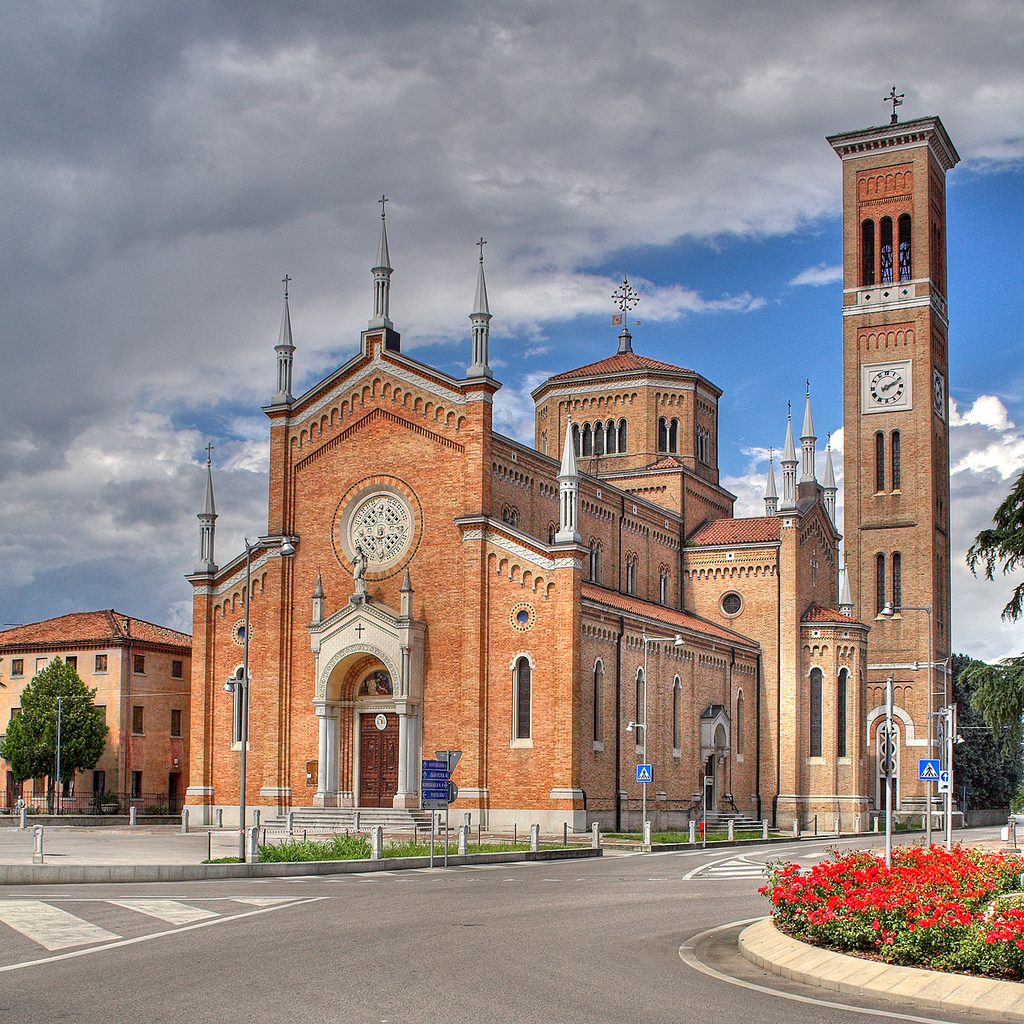
Parochialkirche mit Campanile von Arcade

Arcade ist eine nordostitalienische Gemeinde (comune) mit 4475 Einwohnern (Stand 31. Dezember 2023) in der Provinz Treviso in Venetien. Die Gemeinde liegt etwa 12,5 Kilometer nordnordwestlich von Treviso.

## Geschichte
Arcade war ein Lehen der Familie Collalto, bis es an die Republik Venedig kam.